# Edward Louis Heston
Edward Louis Heston (Ravenna, 9 settembre 1907 – Roma, 2 maggio 1973) è stato un arcivescovo cattolico statunitense.

## Biografia
Nato negli Stati Uniti d'America, entra nella Congregazione di Santa Croce e riceve ordinazione presbiterale il 22 dicembre 1934.
Nel 1969 papa Paolo VI lo nomina segretario della Congregazione per i religiosi e gli istituti secolari.
Mantiene l'incarico fino all'8 settembre 1971 quando viene nominato presidente della Pontificia commissione per le comunicazioni sociali.
Il 6 gennaio 1972 è elevato ad arcivescovo titolare di Numida.
Riceve la consacrazione episcopale il 13 febbraio 1972 da papa Paolo VI, co-consacranti i cardinali Bernard Jan Alfrink e William John Conway.
Muore a soli 65 anni il 2 maggio 1973.

## Genealogia episcopale
La genealogia episcopale è:
- Cardinale Scipione Rebiba
- Cardinale Giulio Antonio Santori
- Cardinale Girolamo Bernerio, O.P.
- Arcivescovo Galeazzo Sanvitale
- Cardinale Ludovico Ludovisi
- Cardinale Luigi Caetani
- Cardinale Ulderico Carpegna
- Cardinale Paluzzo Paluzzi Altieri degli Albertoni
- Papa Benedetto XIII
- Papa Benedetto XIV
- Papa Clemente XIII
- Cardinale Marcantonio Colonna
- Cardinale Giacinto Sigismondo Gerdil, B.
- Cardinale Giulio Maria della Somaglia
- Cardinale Carlo Odescalchi, S.I.
- Cardinale Costantino Patrizi Naro
- Cardinale Lucido Maria Parocchi
- Papa Pio X
- Papa Benedetto XV
- Papa Pio XII
- Cardinale Eugène Tisserant
- Papa Paolo VI
- Arcivescovo Edward Louis Heston, C.S.C.